# Once (singel Diany Vickers)
Once – pierwszy singel z debiutanckiej płyty brytyjskiej piosenkarki Diany Vickers pod tytułem Songs from the Tainted Cherry Tree. Singel został wydany 19 kwietnia 2010 roku.